# Nino Raspudić
Nino Raspudić (Mostar, SFRJ, 3. novembra 1975) hrvatski je filozof, književni kritičar, prevodilac i publicista.

## Biografija
Nino Raspudić se rodio u Mostaru 1975. godine. Osnovnu školu završio je u Mostaru, a maturirao je u Trevizu u Italiji. U Zagrebu je na Filozofskom fakultetu Sveučilišta u Zagrebu 1999. godine diplomirao filozofiju i italijanski jezik i književnost, 2004. godine magistrirao je s radom „Slaba misao“ i postmodernistička poetika u suvremenoj talijanskoj prozi, a doktorirao je 2008. godine s radom „Prekojadranski (polu)orijentalizam: Dominantni modeli konstruiranja slike Hrvata u talijanskoj književnosti od prosvjetiteljstva do danas“. Profesor je na katedri za italijansku književnost na Filozofskom fakultetu u Zagrebu. Objavljuje književnu kritiku i esejistiku i prevodi sa italijanskoga jezika književnost i teoriju. Aktivan je u medijima kao intelektualac, piše kolumne za zagrebački „Večernji list” i banjalučke „Nezavisne novine”, gostuje na tv-u i radiju te kritički komentariše aktualna društvena i politička pitanja.

## Dela
Knjige:
- Slaba misao – jaki pisci: postmoderna i talijanska književnost, Naklada Jurčić-Udruga građana "Dijalog", Zagreb-Mostar, 2006.
- Jadranski (polu)orijentalizam: prikazi Hrvata u talijanskoj književnosti, Naklada Jurčić, Zagreb, 2010.
- 144 plus jedan kratki espresso, Večernji edicija, Zagreb, 2014.

Prevodi:
- Niccolò Ammaniti, Blato, AGM, Zagreb, 2005.  512160696
- Umberto Eco, Otprilike isto: iskustva prevođenja, Algoritam, Zagreb, 2006.  11630129
- Gianni Vattimo, Transparentno društvo, Algoritam, Zagreb, 2008.  512032708

## Zanimljivosti
- Sa 16 godina završio je u izbeglištvu te je svaki razred srednje škole završio u drugoj državi.[3]
- Jedan je od dvojice aktera mostarskog udruženja Urbani pokret koja je inicirala podizanje spomenika Brusu Liju u Mostaru.
- 2010. godine bio je predsednik žirija Trash Film Festivala.[3]

## Spoljašnje veze
- Radovi Nine Raspudića na Virtualnoj biblioteci Srbije (COBISS) www.vbs.rs[мртва веза]
- Hrvatska znanstvena bibliografija: Nino Raspudić